# The Spectator (1711)

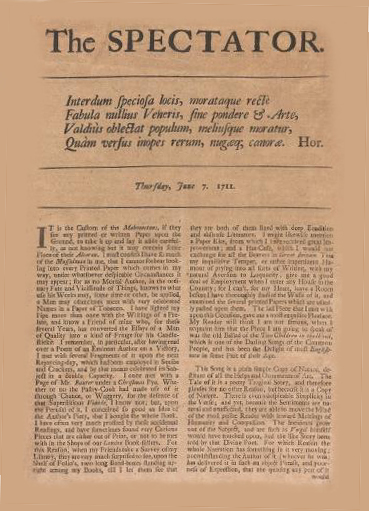
The Spectator van 7 juni 1711

The Spectator was de naam van een Engels tijdschrift dat werd opgericht door Joseph Addison en Richard Steele.
Van 1 maart 1711 tot 6 december 1712 verschenen 555 nummers. In 1714 blies Addison het blad nieuw leven in, waarna nog 80 afleveringen werden uitgebracht. The Spectator was verwant aan het door Steele opgerichte blad The Tatler waaraan Addison ook meegewerkt had. The Tatler verscheen van 1709 tot 1711 driemaal per week.
The Spectator werd voornamelijk gevuld door de met elkaar bevriende Addison en Steele. Er waren ook bijdragen van anderen, onder wie Alexander Pope. Het blad werd uitgegeven als het werk van een kleine club van representatieve heren uit verschillende sociale klassen. Het blad behandelde zaken als esthetiek, literaire stijlen en het stadsleven. Het was vernieuwend van karakter, werd veel gelezen en had veel invloed. 